# سعید صادقی (عکاس)

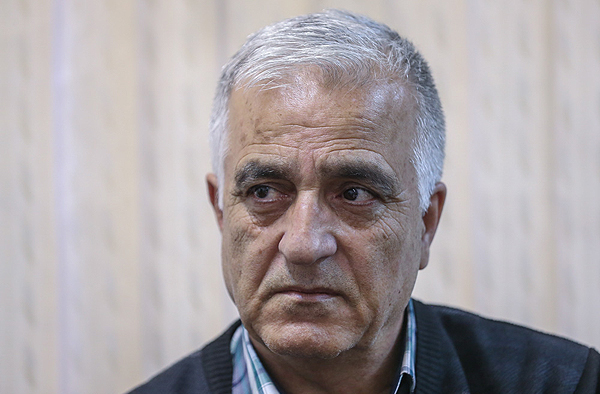
سعید صادقی

سعید صادقی (زاده ۱۵ آذر ۱۳۳۲) عکاس و مدیر فیلم‌برداری سینما و تلویزیون ایران است.
سعید صادقی در سال ۱۳۸۵ «نشان شجاعت» و در سال ۱۳۸۶ «نشان درجه یک هنری» شورای انقلاب فرهنگی را از آن خود کرد.

## جوایز و افتخارات
- کسب رتبه اول در مسابقات دهه فجر (۱۳۶۵و۱۳۶۷)
- رتبه برتر مسابقه عکس قرارگاه خاتم‌الانبیاء در سال ۱۳۶۴
- نفر اول جشنواره سینمای جوان و نفر اول جشنواره مهر در سال ۱۳۷۷
- دریافت جایزه بزرگ یونسکو -۱۳۶۷
- دریافت جایزه ویژه جشنواره سینمای جوان در موضوع دفاع مقدس -۱۳۶۶
- موفق به کسب لوح زرین یادبود هشت سال دفاع مقدس در سال ۱۳۶۷
- دریافت لوح سپاس در سالگرد عملیات بیت المقدس سال ۱۳۷۸ از نیروی زمینی ارتش جمهوری اسلامی
- برنده لوح نکوداشت بنیاد حفظ آثار و ارزش‌های دفاع مقدس
- کسب لوح تقدیر در بیست و یکمین جشنواره فیلم کوتاه تهران
- کسب لوح سپاس وزارت ارشاد اسلامی -۱۳۸۳
- برنده لوح تقدیر و جایزه ویژه حوزه هنری به عنوان عکاس برگزیده جنگ -۱۳۷۹
- کاندید بهترین فیلمبرداری در دوازدهمین دوره جشنواره فجر برای فیلم عاشقانه
- دیپلم افتخار بهترین فیلمبردار در جشنواره فیلم کودکان برای فیلم دختران گلاب -۱۳۷۵
- عضو هیئت داوران تبلیغات عکس و پوستر و آنوس در دوازدهمین و چهاردهمین جشنواره فیلم فجر
- عضو هیئت داوری عکس و تبلیغات جشنواره زن سال ۱۳۷۷
- عضو هیئت داوران عکس مطبوعات در سه دوره جشنواره مطبوعات
- عضو هیئت داوران جشنواره بزرگ هنری مهر سال ۱۳۷۸
- عضو هیئت داوران بخش عکس نمایشگاه قرآن
- کتاب برگزیده درموضوع دفاع مقدس با عنوان مجموعه تصاویر جنگ در سال ۱۳۷۸
- برنده مجسمه زرین طلایی به عنوان بهترین فیلمبرداری برای فیلم گمشدگان دیار صفا در سال ۱۳۸۵

## کتابها
- دارای اثر در مجموعه عکسهای دفاع مقدس هفت جلدی ستاد تبلیغات جنگ
- کتاب دفاع عاشقانه و زندگی دوباره
- انا فتحنا در سه جلد
- دو جلد کتاب بهار حلبچه
- مجموعه عکسهای جنگ روایت فتح
- شکوفه‌های شکسته
- دارای اثر در مجموعه کتاب انتشارات جنگ و مطبوعات سپاه
- کتاب فرهنگ جبهه